# 托爾基 (烏克蘭)
50°24′54″N 24°34′6″E / 50.41500°N 24.56833°E
托爾基（烏克蘭語：Торки），是烏克蘭西部的村莊，隸屬利維夫州的舍普季茨基區。該村面積1.12平方公里，海拔高度228米，2001年人口377，人口密度每平方公里336.6人。